# Jim Jarmusch
James Robert Jarmusch, detto Jim (Akron, 22 gennaio 1953), è un regista, sceneggiatore e musicista statunitense.
È considerato uno dei più importanti cineasti del cinema indipendente statunitense.

## Biografia

### La gioventù e i primi lungometraggi
Jim Jarmusch è nato ad Akron (Ohio), figlio di una regista teatrale statunitense di origini irlandesi e tedesche e di un imprenditore statunitense di origini ceche e tedesche. Fino a diciassette anni Jarmusch vive ad Akron dopodiché si trasferisce a Chicago per studiare giornalismo alla School of Journalism della Northwestern University. Trascorre nella città dell'Illinois solo un anno, poi raggiunge New York per frequentare letteratura presso la Columbia University. In questi anni scrive diversi testi in prosa e in poesia, alcuni dei quali vengono pubblicati sulla Columbia Review, magazine della Columbia University. Nel 1973 Jarmusch si trasferisce nove mesi a Parigi per una ricerca su André Breton e il surrealismo. Le teorie alla base della corrente artistica francese influenzeranno profondamente la futura poetica cinematografica del regista. A Parigi, inoltre, l'autore scopre il forte interesse per il cinema e frequenta assiduamente la cinémathèque. Una volta tornato a New York Jarmusch si laurea alla Columbia University in letteratura, e lo stesso anno si iscrive alla Graduate Film School della New York University.
La prima opera cinematografica di Jim Jarmusch è Permanent Vacation (1980), mediometraggio realizzato come tesi di laurea. Nel 1984 il regista partorisce il suo secondo film, Stranger than Paradise, grazie al quale l'autore riscuote un notevole successo al Festival di Cannes dello stesso anno vincendo la Caméra d'or, premio per il miglior film d'esordio.. Inoltre, il film vince il Pardo d'oro al Festival di Locarno.
Nel 1985 Jim Jarmusch conosce Roberto Benigni al Salso Film & TV Festival di Salsomaggiore, entrambi membri della giuria. Da quel momento tra i due artisti nasce una forte amicizia. L'attore italiano l'anno seguente trascorre tre mesi negli Stati Uniti per recitare accanto a Tom Waits e John Lurie in Daunbailò (Down by Law), terzo film di Jarmusch.
Nel 1989 e nel 1991 Jarmusch realizza altri due film, Mystery Train - Martedì notte a Memphis e Night on Earth: quest'ultima opera è suddivisa in cinque capitoli, e rappresenta in maniera ironica particolari dinamiche relazionali all'interno di cinque taxi in diverse città del mondo: Los Angeles, New York, Parigi, Roma (in cui compare ancora Roberto Benigni) ed Helsinki.

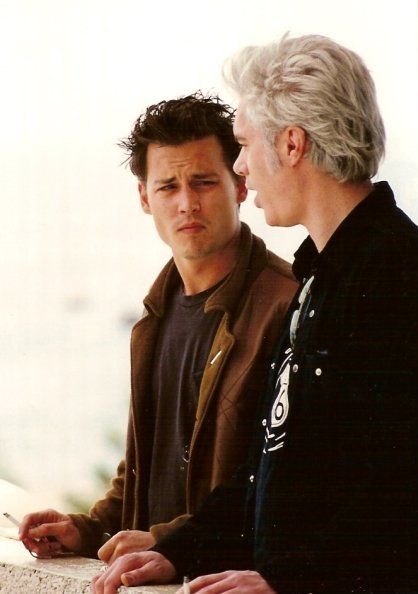
Jarmusch e Johnny Depp ai tempi di Dead Man

### Dead ManeGhost Dog
Dopo quattro anni di pausa, Jarmusch realizza il western psichedelico Dead Man (1995) e quattro anni più tardi il noir ispirato all'hagakure Ghost Dog (1999), con questi due film Jarmusch indaga tematiche differenti rispetto alle dinamiche rappresentate fino a Night on Earth. I personaggi creati nelle opere del 1995 e del 1999 individuano un particolare percorso di vita: i protagonisti dei due film sono delle persone che seguono un determinato percorso di elevazione spirituale che permette loro di raggiungere un nuovo modo di interpretare l'esistenza.
Nel western Dead Man William Blake è accompagnato nel proprio percorso spirituale dall'amico indiano Nessuno, che prepara il personaggio interpretato da Johnny Depp ad affrontare con una nuova coscienza l'inevitabilità della morte. La colonna sonora del film è composta da Neil Young.
In Ghost Dog, invece, il killer interpretato da Forest Whitaker legge costantemente l'Hagakure di Yamamoto Tsunetomo, il libro sul codice dei samurai. In questo testo sono presenti i principi etici e morali propri dei samurai dell'antico Giappone, ai quali Ghost Dog si attiene con assoluta fedeltà. Per apprendere in maniera approfondita gli insegnamenti filosofici contenuti nel libro, il protagonista si isola volontariamente dalla società di appartenenza: vive solo, in una baracca sulla sommità di un palazzo di periferia, intrattiene rapporti comunicativi con il clan mafioso per il quale lavora tramite piccioni viaggiatori. La colonna sonora del film è composta da RZA, membro della formazione hip hop newyorkese Wu-Tang Clan.
Nel 1997 Jarmusch realizza Year of the Horse, documentario riguardante un tour di Neil Young con i Crazy Horse.

### Gli ultimi lavori
Nel 2003 esce Coffee and Cigarettes, un'opera costituita da undici cortometraggi realizzati a partire dal 1986, in cui i personaggi bevono caffè e fumano sigarette seduti a un tavolino, discorrendo su argomenti molto diversi tra loro. I dialoghi e le situazioni che di volta in volta si succedono sono accomunati da una particolare vena surreale, caratteristica della poetica cinematografica di Jarmusch. In questo film recitano molti amici del regista: Roberto Benigni, Tom Waits, Iggy Pop, Steven Wright, Steve Buscemi, Alfred Molina, Bill Murray, RZA e GZA dei Wu-Tang Clan, Taylor Mead e William Rice. Gli undici cortometraggi sono filmati in bianco e nero e possiedono un ritmo ed un montaggio lineare.
Al Festival di Cannes del 2005 Jarmusch presenta Broken Flowers, grazie al quale riceve il Grand Prix Speciale della Giuria. In questo film l'autore caratterizza il personaggio interpretato da Bill Murray con qualità piuttosto simili a quelle presentate negli individui americani delle prime opere cinematografiche: il protagonista vaga da un luogo all'altro dell'America settentrionale senza una particolare guida che illumini la sua esistenza, mosso unicamente dal pretesto di trovare il proprio figlio.
Nel 2010 il Reykjavík International Film Festival gli ha conferito il Premio alla carriera.
Nel 2013 torna al cinema con il lungometraggio Solo gli amanti sopravvivono (Only Lovers Left Alive), presentato in concorso al 66º Festival di cannes, protagonisti del film sono due vampiri interpretati da Tilda Swinton e Tom Hiddleston.
Nel 2016 è in concorso al 69º Festival di Cannes con il film Paterson, dove Adam Driver interpreta un autista (Driver in inglese) di autobus che scrive poesie. Nel 2019, sempre in corcorso a Cannes, esce I morti non muoiono, opera con tanti suoi attori precedenti (Bill Murray, Adam Driver, Tilda Swinton, Steve Buscemi, Iggy Pop, Tom Waits, RZA, Chloë Sevigny).

## Come regista

### Lo stile
Jarmusch col suo cinema è solito mettere in scena persone che vivono ai confini della comunità d'appartenenza, ai margini della società americana contemporanea: sono individui privi di un particolare percorso di vita, incapaci di decidere autonomamente il proprio destino, alienati da una vita sempre uguale a se stessa. Questa particolare caratterizzazione dei personaggi deriva da uno sguardo disilluso del regista nei confronti del mito del sogno americano rinvigorito in epoca reaganiana.

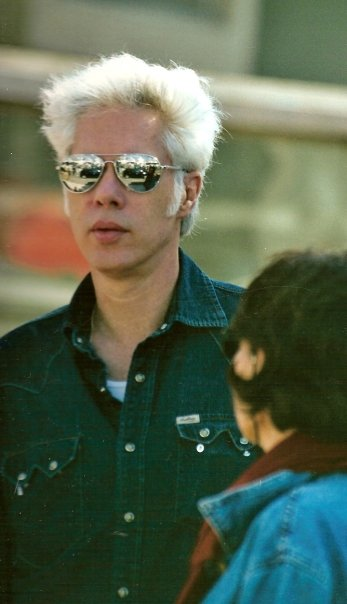
Jim Jarmusch al Festival di Cannes nel 2005

Un'altra caratteristica propria del cinema di Jarmusch riguarda gli ambienti e gli spazi che ospitano le azioni dei personaggi: essi sono concepiti come espressione dello stato d'animo degli individui che li attraversano. Le città degli Stati Uniti rappresentate soprattutto nelle prime pellicole del regista (New York, Cleveland, Memphis, New Orleans, Los Angeles) sono molto simili tra loro, difficilmente si differenziano l'una dall'altra. Sono spazi che sembrano ripetersi, luoghi incapaci di evolvere e di trovare delle specifiche qualità. Ritornano continuamente situazioni in cui i personaggi affermano di essere già stati nel posto in cui giungono per la prima volta. Lo stesso Jarmusch afferma: "Oggi gli Stati Uniti sono simili in ogni parte. Puoi spostarti di migliaia di chilometri e ritrovare la stessa geografia. Il paesaggio non definisce più dove sei."
Il suo stile di regia si basa, principalmente, sui piano-sequenza e su una staticità dell'immagine che richiama maestri del cinema europeo quali Robert Bresson o Jean Eustache, stile poi assunto come emblema del cinema indipendente statunitense e non (basti pensare a certi film di Gus Van Sant o di Aki Kaurismäki). Emblematico in questo senso è Stranger Than Paradise - Più strano del Paradiso, interamente costruito da piani lunghi e inquadrature statiche, come se fossero delle fotografie, la rappresentazione dell'immobilità che pervade le atmosfere e i personaggi del suo cinema.

## Come musicista
Jim Jarmusch compare, presumibilmente, come musicista, nella formazione della band Dark Day di Robin Crutchfield nel loro primo album Exterminating Angel (Lust/Unlust, 1980).
Jarmusch è da sempre stato appassionato al genere new wave, infatti negli anni '80 suonava come tastierista e cantante nei The Del-Byzanteens, una band new wave di New York. La band incise nel 1982 un solo album Lies To Live By (Don't Fall Off The Montain, 1982).
Nel 2005 Jim Jarmusch collabora a tre interludi nella compilation di Dreddy Kruger Presents... Think Differently Music: Wu-Tang Meets The Indie Culture (Think Differently Music, Babygrande, 2005) con Informercial #1 e Informercial #2 e nella compilation Meets The Indie Culture (Think Differently Music, Babygrande, 2005) con O, nei quali vi è la partecipazione di Jarmusch come voce narrante.
Poi Jarmusch si cimenta con la chitarra elettrica, e nel 2009 mette in piedi una band insieme a Shane Stoneback (organo e carillon) e Carter Logan (batteria, percussioni), già collaboratori di Jarmusch nelle vesti cinematografiche. Jarmusch, Stoneback e Logan cercavano la giusta colonna sonora per il film di Jarmusch The Limits of Control (2009), non riuscendo a trovare le musiche adatte al film decisero di comporle loro stessi, così nacquero i Bad Rabbit, che in seguito cambieranno nome in Sqürl. Ciascun membro degli Sqürl è un polistrumentista e nel 2010 pubblicano un primo EP dal titolo EP#1 (Naked Kiss Music, 2010).
Nel 2011 Jarmusch appare in un disco del liutista olandese Jozef van Wissem nel brano Concerning the Beautiful Human Form After Death presente nel disco The Joy That Never Ends (Important Records, 2011), in cui suona la chitarra elettrica. Dopo questa partecipazione, i due artisti cominceranno a collaborare insieme in svariati progetti musicali. Primo fra questi l'album Concerning The Entrance Into Eternity (Important Records, 2012), un disco intero con brani interamente strumentali, in cui Jarmusch suona la chitarra elettrica. Jarmusch e Van Wissem, nello stesso anno, registrano ancora un altro disco a quattro mani, dal titolo The Mystery Of Heaven (Sacred Bones Records, 2012). Mentre in Apokastasis (Incunabulum, 2012) sempre di Van Wissem vede solo la partecipazione di Jarmusch (chitarra elettrica, chitarra acustica, tape e tape-loops) a quattro brani del disco. 

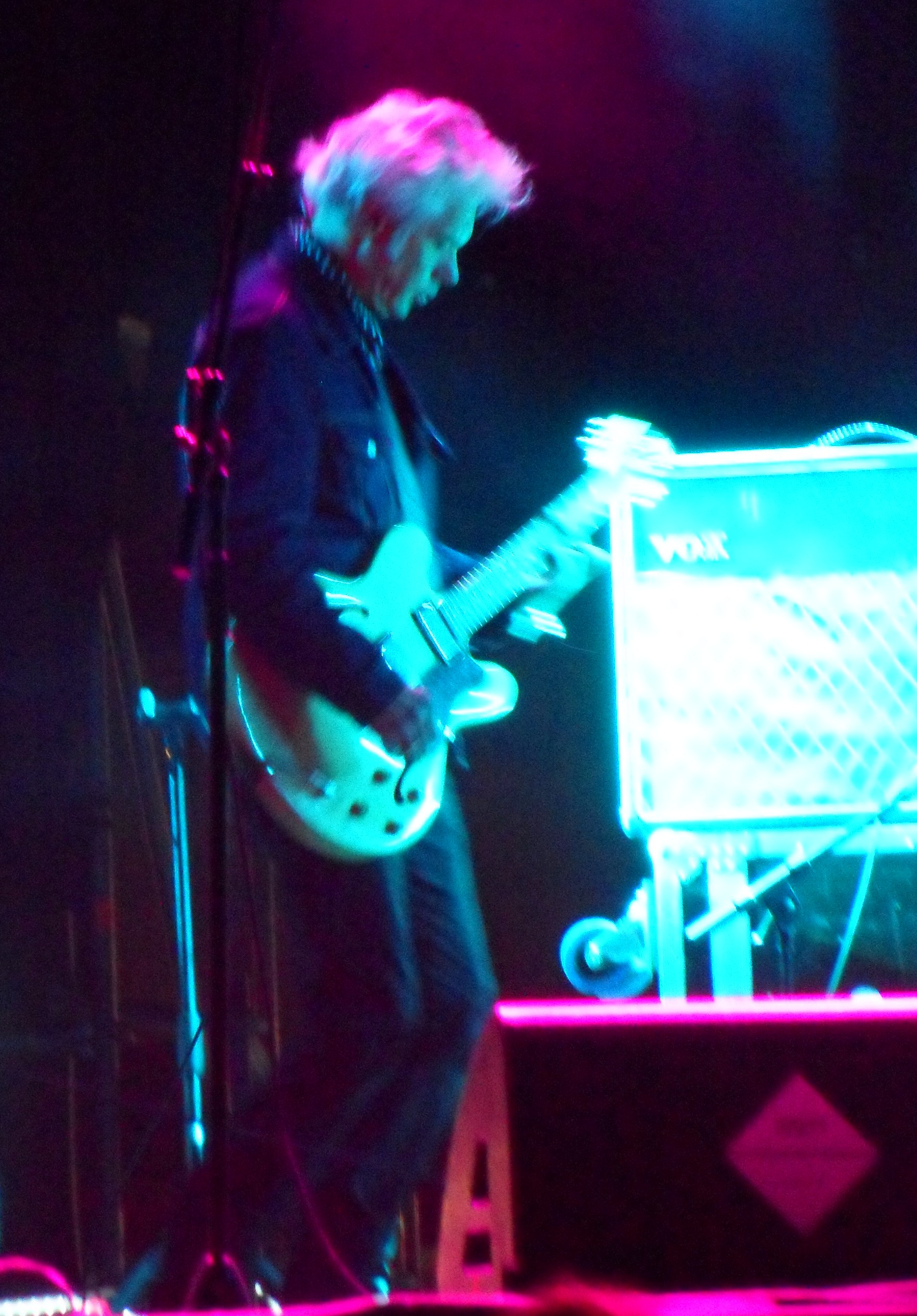
Jim Jarmusch suona la chitarra elettrica al Primavera Sound Festival a Barcellona nel 2013

Nello stesso anno, poi, Jarmusch compare in un brano del singolo dei Fucked Up Year of the tiger (Matador, 2012) come cori/backing vocals.
Nel febbraio 2015 Jim Jarmusch e Carter Logan (entrambi degli Sqürl) in una versione in duo degli Sqürl si esibiscono a New York per musicare dal vivo le immagini di quattro film muti dell'artista dadaista Man Ray in occasione del festival Silent films, live scores 2015.

## Filmografia

### Regista

#### Lungometraggi
- Permanent Vacation (1980)
- Stranger Than Paradise - Più strano del Paradiso (Stranger than Paradise) (1984)
- Daunbailò (Down by Law) (1986)
- Mystery Train - Martedì notte a Memphis (Mystery Train) (1989)
- Taxisti di notte (Night on Earth) (1991)
- Dead Man (1995)
- Ghost Dog - Il codice del samurai (Ghost Dog: The Way of the Samurai) (1999)
- Coffee and Cigarettes (2003)
- Broken Flowers (2005)
- The Limits of Control (2009)
- Solo gli amanti sopravvivono (Only Lovers Left Alive) (2013)
- Paterson (2016)
- I morti non muoiono (The Dead Don't Die) (2019)

#### Documentari
- Year of the Horse (1997)
- Gimme Danger (2016)

#### Cortometraggi
- The New World (1982)
- Coffee and Cigarettes (1986)
- Coffee and Cigarettes II (1989)
- Coffee and Cigarettes III (1993)
- Int. Trailer Night, episodio di Ten Minutes Older: The Trumpet (2002)

#### Video musicali
- The Lady Don't Mind – Talking Heads (1986)
- Sightsee MC – Big Audio Dynamite (1987)
- Storytelling Giant – Talking Heads (1988)
- It's All Right With Me – Tom Waits (1990)
- I Don't Wanna Grow Up – Tom Waits (1992)
- Dead Man – Neil Young (1992)
- Big Time – Neil Young e Crazy Horse (1992)
- Steady, As She Goes: Version 1 – The Raconteurs (2006)
- A Pair Of Brown Eyes - Cat Power (2022)

### Sceneggiatore

#### Lungometraggi
- Permanent Vacation, regia di Jim Jarmusch (1980)
- You Are Not I, regia di Sara Driver (1981)
- Stranger Than Paradise - Più strano del Paradiso (Stranger than Paradise), regia di Jim Jarmusch (1984)
- Daunbailò (Down by Law), regia di Jim Jarmusch (1986)
- Mystery Train - Martedì notte a Memphis (Mystery Train), regia di Jim Jarmusch (1989)
- Taxisti di notte (Night on Earth), regia di Jim Jarmusch (1991)
- Dead Man, regia di Jim Jarmusch (1995)
- Ghost Dog - Il codice del samurai (Ghost Dog: The Way of the Samurai), regia di Jim Jarmusch (1999)
- Coffee and Cigarettes, regia di Jim Jarmusch (2003)
- Broken Flowers, regia di Jim Jarmusch (2005)
- The Limits of Control, regia di Jim Jarmusch (2009)
- Solo gli amanti sopravvivono (Only Lovers Left Alive), regia di Jim Jarmusch (2013)
- Paterson, regia di Jim Jarmusch (2016)
- Gimme Danger, regia di Jim Jarmusch – documentario (2016)
- I morti non muoiono (The Dead Don't Die), regia di Jim Jarmusch (2019)

#### Cortometraggi
- The New World, regia di Jim Jarmusch (1982)
- Coffee and Cigarettes, regia di Jim Jarmusch (1986)
- Coffee and Cigarettes II, regia di Jim Jarmusch (1989)
- Int. Trailer Night, regia di Jim Jarmusch, episodio di Ten Minutes Older: The Trumpet (2002)

### Attore

#### Lungometraggi
- Vortex, regia di Beth B e Scott B (1982) - voce
- Fräulein Berlin, regia di Lothar Lambert (1984)
- American Autobahn, regia di Andre Degas (1984)
- Diritti all'inferno (Straight to Hell), regia di Alex Cox (1987)
- Napoli-Berlino, un taxi nella notte (Helsinki Napoli All Night Long), regia di Mika Kaurismäki (1987)
- Candy Mountain, regia di Robert Frank e Rudy Wurlitzer (1988)
- Leningrad Cowboys Go America, regia di Aki Kaurismäki (1989)
- The Golden Boat, regia di Raúl Ruiz (1990)
- In the Soup - Un mare di guai (In the Soup), regia di Alexandre Rockwell (1992)
- Tigrero: A Film That Was Never Made, regia di Mika Kaurismäki – documentario (1994)
- Iron Horsemen, regia di Gilles Charmant (1995)
- Blue in the Face, regia di Paul Auster e Wayne Wang (1995)
- Lama tagliente (Sling Blade), regia di Billy Bob Thornton (1996)
- The Typewriter, the Rifle & the Movie Camera, regia di Adam Simon – documentario (1996)
- Cannes Man, regia di Richard Martini (1996)
- R.I.P., Rest in Pieces, regia di Robert-Adrian Pejo – documentario (1997)
- Year of the Horse, regia di Jim Jarmusch – documentario (1997)
- Divine Trash, regia di Steve Yeager – documentario (1998)
- Screamin' Jay Hawkins: I Put a Spell on Me, regia di Nicholas Triandafyllidis – documentario (2001)
- ¿Quién es Alejandro Chomski?, regia di Santiago García Isles – documentario (2001)
- Rockets Redglare!, regia di Luis Fernandez de la Reguera – documentario (2003)
- Excavating Taylor Mead, regia di William A. Kirkley – documentario (2005)
- Punk: Attitude, regia di Don Letts – documentario (2005)
- Il futuro non è scritto - Joe Strummer (Joe Strummer: The Future Is Unwritten), regia di Julien Temple – documentario (2007)
- 40 x 15, regia di Olivier Jahan – documentario (2008)
- Burning Down the House: The Story of CBGB, regia di Mandy Stein – documentario (2009)
- Reel Injun, regia di Neil Diamond, Catherine Bainbridge e Jeremiah Hayes – documentario (2009)
- Blank City, regia di Celine Danhier – documentario (2010)
- Don't Expect Too Much, regia di Susan Ray – documentario (2011)
- Song from the Forest, regia di Michael Obert – documentario (2013)
- Hot Sugar's Cold World, regia di Adam Bhala Lough – documentario (2015)
- Gimme Danger, regia di Jim Jarmusch – documentario (2016) - voce
- Uncle Howard, regia di Aaron Brookner – documentario (2016)
- Boom for Real: L'adolescenza di Jean-Michel Basquiat (Boom for Real: The Late Teenage Years of Jean-Michel Basquiat), regia di Sara Driver – documentario (2017)
- Carmine Street Guitars, regia di Ron Mann – documentario (2018)
- Living the Light - Robby Müller, regia di Claire Pijman – documentario (2018)
- The Ravenite, regia di Dennis Mohr e Morgan Schmidt-Feng – documentario (2018)
- Sukita - The Shoot Must Go On (Sukita), regia di Hiromi Aihara – documentario (2018)

#### Televisione
- Fishing with John – programma TV, episodio 1x01 (1991)
- Lee Marvin: A Personal Portrait by John Boorman, regia di John Boorman – film TV documentario (1998)
- V.I.P. (Vallery Irons Protection) – serie TV, episodio 4x10 (2001)
- I Simpson (The Simpson) – serie TV, episodio 19x18 (2008) - voce
- Bored to Death - Investigatore per noia (Bored to Death) – serie TV, episodio 1x03 (2009)
- Park Bench with Steve Buscemi – serie TV, episodio 2x04 (2015)
- Anthony Bourdain: Cucine segrete (Anthony Bourdain: Parts Unknown) – programma TV, episodio 12x07 (2018)

#### Cortometraggi
- Citizen Kat, regia di Daniel Kothenschulte – documentario (2014)

### Produttore
- Permanent Vacation, regia di Jim Jarmusch (1980)
- You Are Not I, regia di Sara Driver (1981)
- Taxisti di notte (Night on Earth), regia di Jim Jarmusch (1991)
- When Pigs Fly, regia di Sara Driver (1993) - produttore esecutivo
- Ghost Dog - Il codice del samurai (Ghost Dog: The Way of the Samurai), regia di Jim Jarmusch (1999)
- Explicit Ills, regia di Mark Webber (2008) - produttore esecutivo
- Uncle Howard, regia di Aaron Brookner – documentario (2016) - produttore esecutivo
- Porto, regia di Gabe Klinger (2016) - produttore esecutivo

### Compositore
- Permanent Vacation, regia di Jim Jarmusch (1980)
- Lo stato delle cose (Der Stand der Dinge), regia di Wim Wenders (1982)
- Solo gli amanti sopravvivono (Only Lovers Left Alive), regia di Jim Jarmusch (2013)
- Paterson, regia di Jim Jarmusch (2016)
- Gimme Danger, regia di Jim Jarmusch – documentario (2016)
- Living the Light - Robby Müller, regia di Claire Pijman – documentario (2018)
- I morti non muoiono (The Dead Don't Die), regia di Jim Jarmusch (2019)

### Montatore
- Permanent Vacation, regia di Jim Jarmusch (1980)
- Stranger Than Paradise - Più strano del Paradiso (Stranger than Paradise), regia di Jim Jarmusch (1984)
- Coffee and Cigarettes III, regia di Jim Jarmusch – cortometraggio (1993)
- Somewhere in California, episodio di Coffee and Cigarettes, regia di Jim Jarmusch (2003)

### Direttore della fotografia
- You Are Not I, regia di Sara Driver (1981)
- Sleepwalk, regia di Sara Driver (1986)
- Year of the Horse, regia di Jim Jarmusch – documentario (1997)

## Discografia

### Con The Del-Byzanteens
- EP/singolo: "Girl's Imagination" (1981)
- Album: “Lies To Live By” (1982)
- EP/singolo: "Draft Riot" (1982)

### Con Bad Rabbit
- Musiche per il film "The Limits Of Control" (2009)

### Con Sqürl
- Ep #1 (2010)
- EP #1 (2013)
- Jozef Van Wissem / Sqürl – Colonna sonora originale “Solo gli amanti sopravvivono" (Only Lovers Left Alive) (2013)
- Ep #2 (2013)
- Ep #3 (2014)

### Con Jozef Van Wissem
- Concerning the Entrance into Eternity (2012)
- The Mystery of Heaven (2012)

### Partecipazioni
- Dark day - “Exterminating Angel” (1980)
- Jozef Van Wissem - “Apokatastasis” (2012)

### Compare in
- Dreddy Kruger - “Informercial #1” e “Informercial #2” presenti in “Presents...Think Differently Music: Wu-Tang Meets The Indie Culture” (2005)
- Various Artists - “O” presente in “Wu-Tang Meets The Indie Culture” (2005)
- Jozef van Wissem - "Concerning the Beautiful Human Form After Death" presente in “The Joy That Never Ends” (2011)
- Fucked Up - "Year of the Tiger" (2012)

### Remix musicali
- The White Stripes - "Blue Orchid (First Nations Remix)" (2005)

## Doppiatori italiani
- Alessandro Rossi in In the soup - Un mare di guai
- Massimo Corvo in Blue in the face

## Riconoscimenti

### Festival di Cannes
1984 – Caméra d'or per Stranger Than Paradise – Più strano del Paradiso
1986 – Candidatura alla Palma d'oro per Daunbailò
1989 – Miglior contributo artistico per Mystery Train – Martedì notte a Memphis
1989 – Candidatura alla Palma d'oro per Mystery Train – Martedì notte a Memphis
1993 – Palma d'oro al miglior cortometraggio per Da qualche parte in California
1995 – Candidatura alla Palma d'oro per Dead Man
1999 – Candidatura alla Palma d'oro per Ghost Dog – Il codice del samurai
2002 – Candidatura al premio Un Certain Regard per Ten Minutes Older – The Trumpet
2005 – Grand Prix Speciale della Giuria per Broken Flowers
2005 – Candidatura alla Palma d'oro per Broken Flowers
2008 – Golden Coach
2013 – Candidatura alla Palma d'oro per Solo gli amanti sopravvivono
2016 – Candidatura alla Palma d'oro per Paterson
2016 – Candidatura a L'Œil d'or per Gimme Danger
2019 – Candidatura alla Palma d'oro per I morti non muoiono

### Altri riconoscimenti
- Adelaide Film Festival
  - 2013 – Candidatura per il miglior film internazionale per Solo gli amanti sopravvivono
- Association of Polish Filmmakers Critics Awards
  - 2016 – Golden Reel al miglior film straniero per Paterson
- Boston Society of Film Critics Awards
  - 2016 – Candidatura per la migliore sceneggiatura per Paterson
- Cambridge Film Festival
  - 2005 – Premio del pubblico al miglior film per Broken Flowers
- Camerimage
  - 1998 – Premio per la collaborazione regista – direttore della fotografia per Dead Man[8]
- Cinema Writers Circle Awards
  - 2017 – Candidatura per il miglior film straniero per Paterson
- EDA Awards
  - 2015 – Candidatura per il miglior regista per Solo gli amanti sopravvivono
- European Film Awards
  - 1996 – Miglior film internazionale per Dead Man
  - 2005 – Candidatura per il miglior film internazionale per Broken Flowers
- FEST International Film Festival
  - 2017 – Premio del pubblico al miglior film per Paterson
- Festival internazionale del cinema di San Sebastián
  - 2016 – Candidatura al premio FIPRESCI per il film dell'anno per Paterson
  - 2016 – Candidatura al premio della sezione Zabaltegi-Tabakalera per Gimme Danger
- Festival internazionale del cinema di Varsavia
  - 1993 – Premio del pubblico per Da qualche parte in California
- Filmfest Hamburg
  - 1999 – Premio Douglas Sirk
  - 2016 – Candidatura al premio Art Cinema per il miglior lungometraggio per Gimme Danger
- Fright Meter Awards
  - 2014 – Candidatura per il miglior regista per Solo gli amanti sopravvivono
- Gotham Independent Film Awards
  - 2005 – Premio alla carriera
  - 2016 – Candidatura per il miglior film per Paterson[9]
  - 2016 - Candidatura al premio del pubblico per Paterson[9]
  - 2016 - Candidatura per la miglior sceneggiatura per Paterson
- Independent Spirit Awards
  - 1987 – Candidatura per il miglior regista per Daunbailò
  - 1990 – Candidatura per il miglior regista per Mystery Train – Martedì notte a Memphis
  - 1990 – Candidatura per la miglior sceneggiatura per Mystery Train – Martedì notte a Memphis
  - 1997 – Candidatura per la miglior sceneggiatura per Dead Man
  - 2001 – Candidatura per il miglior film per Ghost Dog – Il codice del samurai[10]
  - 2015 – Candidatura per la miglior sceneggiatura per Solo gli amanti sopravvivono
- International Film Festival Rotterdam
  - 2017 – Candidatura al MovieZone Award per Paterson
- International Filmfestival Mannheim-Heidelberg
  - 1980 – Premio Josef von Sternberg per Permanent Vacation
- International Online Cinema Awards
  - 2006 – Candidatura per la miglior sceneggiatura originale per Broken Flowers
  - 2014 – Premio Halfway per la miglior sceneggiatura originale per Solo gli amanti sopravvivono[11]
  - 2014 – Candidatura al premio Halfway per il miglior regista per Solo gli amanti sopravvivono
  - 2015 – Candidatura per la miglior sceneggiatura originale per Solo gli amanti sopravvivono
- Jeonju International Film Festival
  - 2004 – Premio del pubblico per Coffee and Cigarettes
- Kinema Junpo Awards
  - 1987 – Miglior film straniero per Stranger Than Paradise – Più strano del Paradiso
- Leone Ceco
  - 2006 – Miglior film straniero per Broken Flowers
- Locarno Festival
  - 1984 – Pardo d'oro per Stranger Than Paradise – Più strano del Paradiso
  - 1984 – Premio della giuria ecumenica, menzione speciale per Stranger Than Paradise – Più strano del Paradiso
- Nastro d'argento
  - 2006 – Candidatura per il regista del miglior film straniero per Broken Flowers
- National Society of Film Critics Awards
  - 1997 – Candidatura per il miglior regista per Dead Man
- Online Film Critics Society Awards
  - 2006 – Candidatura per la miglior sceneggiatura originale per Broken Flowers
- Premi della Asociación de Cronistas Cinematográficos de la Argentina
  - 2018 – Candidatura al Condor d'argento per il miglior film in lingua straniera per Paterson
- Premio Amanda
  - 1987 – Miglior film straniero per Daunbailò
- Premio Bodil
  - 1988 – Miglior film non europeo per Daunbailò
  - 2006 – Candidatura per il miglior film statunitense per Broken Flowers
  - 2018 – Candidatura per il miglior film statunitense per Paterson
- Premio César
  - 2000 – Candidatura per il miglior film straniero per Ghost Dog – Il codice del samurai
- Premio Chlotrudis
  - 2015 – Candidatura per il migliore uso della musica in un film per Solo gli amanti sopravvivono[12]
  - 2018 – Miglior regista per Paterson
  - 2018 – Miglior sceneggiatura originale per Paterson
- Premio Robert
  - 1988 – Miglior film straniero per Daunbailò
  - 2006 – Candidatura per il miglior film straniero non statunitense per Broken Flowers
- Provincetown International Film Festival
  - 2004 – Premio Filmmaker on the Edge
- Rondo Hatton Classic Horror Awards
  - 2014 – Candidatura per il miglior film per Solo gli amanti sopravvivono
- Sitges - Festival internazionale del cinema fantastico della Catalogna
  - 2013 – Premio speciale della giuria per Solo gli amanti sopravvivono
  - 2013 – Candidatura al premio Maria per il miglior film per Solo gli amanti sopravvivono
- South by Southwest
  - 2014 – Candidatura al premio del pubblico per Solo gli amanti sopravvivono
- Sun in a Net Awards
  - 2006 – Candidatura per il miglior film straniero per Coffee and Cigarettes
- Sundance Film Festival
  - 1985 – Premio speciale della giuria: U.S. Dramatic per Stranger Than Paradise – Più strano del Paradiso
  - 1985 – Candidatura al Gran premio della giuria: U.S. Dramatic per Stranger Than Paradise – Più strano del Paradiso
- Tallinn Black Nights Film Festival
  - 1999 – Premio del pubblico per Ghost Dog – Il codice del samurai
- Taos Talking Pictures Film Festival
  - 1996 – Storyteller Award